# Római Köztársaság
A Római Köztársaság az ókori Róma i. e. 509-től i. e. 27-ig tartó második nagy korszaka, mely a Római Királyságot váltotta föl, és amely után a Római Császárság időszaka következett. Habár formálisan Diocletianus reformjáig, a dominatus kezdetéig, i. sz. 284-ig állt fönn, a történetírás mégis Augustus principatusának i. e. 27-es kezdetével számítja végét, hiszen attól fogva a princepsek de facto korlátlan hatalma jellemezte a birodalom politikai életét és ezzel párhuzamosan a köztársaság intézményei (mint a senatus, a consuli rendszer vagy a tribunus plebis), miközben továbbra is fennáltak, elvesztették valódi jelentőségüket.
Ebben a korszakban indult el Itália és a Földközi-tenger medencéjének más területeinek a meghódítása is, mely hatalmas birodalommá tette a köztársaságot és a későbbi császárságot.

## Előtörténet

### Itália lakói az ókorban
Itália területét a Római Birodalom kialakulása előtt számos különböző nép lakta. Az indoeurópai bevándorlás előtt honos népekhez tartoztak északon a ligurok, valamint Szardínia (szárdok), Korzika és Szicília őslakói. A vaskor kezdetén (i. e. i. e. 2. évezred–1. évezred fordulója) megjelentek az indoeurópai nyelvet beszélő italikus törzsek. Két csoportjuk a kis létszámú latin–faliscus és a hatalmas oszk–umber (szamnisz, szabin, hernicus, aequiculi, marsus stb.) törzsszövetség. A latinok a Tiberistől délre, a róluk elnevezett Latiumban (Alba Longa, Róma, Praeneste stb.) telepedtek le, az oszk–umber csoport népei Közép- és Dél-Itáliát foglalták el. Az italikus törzsekkel közel egy időben települtek meg az Itáliai-félsziget északi részén a szintén indoeurópai illírek és venétek.
Róma felemelkedése előtt a legjelentősebb civilizációt az ismeretlen eredetű etruszkok (türrhénoi, Turuša) hozták létre. Az etruszkok keleti és görög jegyeket egyaránt mutató városállamokban éltek Itália középső és északi területein. Jelentősebb városaik Tarquinii (Tarquinia), Caere (Cerveteri), Veii stb. Az etruszk kultúra igen nagy hatással volt a római civilizáció kialakulására: az építészettől a várostervezésig, a vallástól az írásbeliségen át az államszervezetig az élet csaknem minden területén felfedezhetők nyomai. Körülbelül az etruszk államalapítással egy időben kezdődött meg Dél-Itália és Kelet-Szicília görög gyarmatosítása. Jelentős görög gyarmatvárosok voltak Kümé (Cumae), Neapolisz (Nápoly), Poszeidónia (Paestum) vagy a szicíliai Szürakuszai (Siracusa). A görög városok nagy gazdagságra és hatalomra tettek szert, s magasabb műveltségüket elterjesztve kulturális egységbe foglalták a Földközi-tenger medencéjének keleti és középső részét.

### Róma felemelkedése

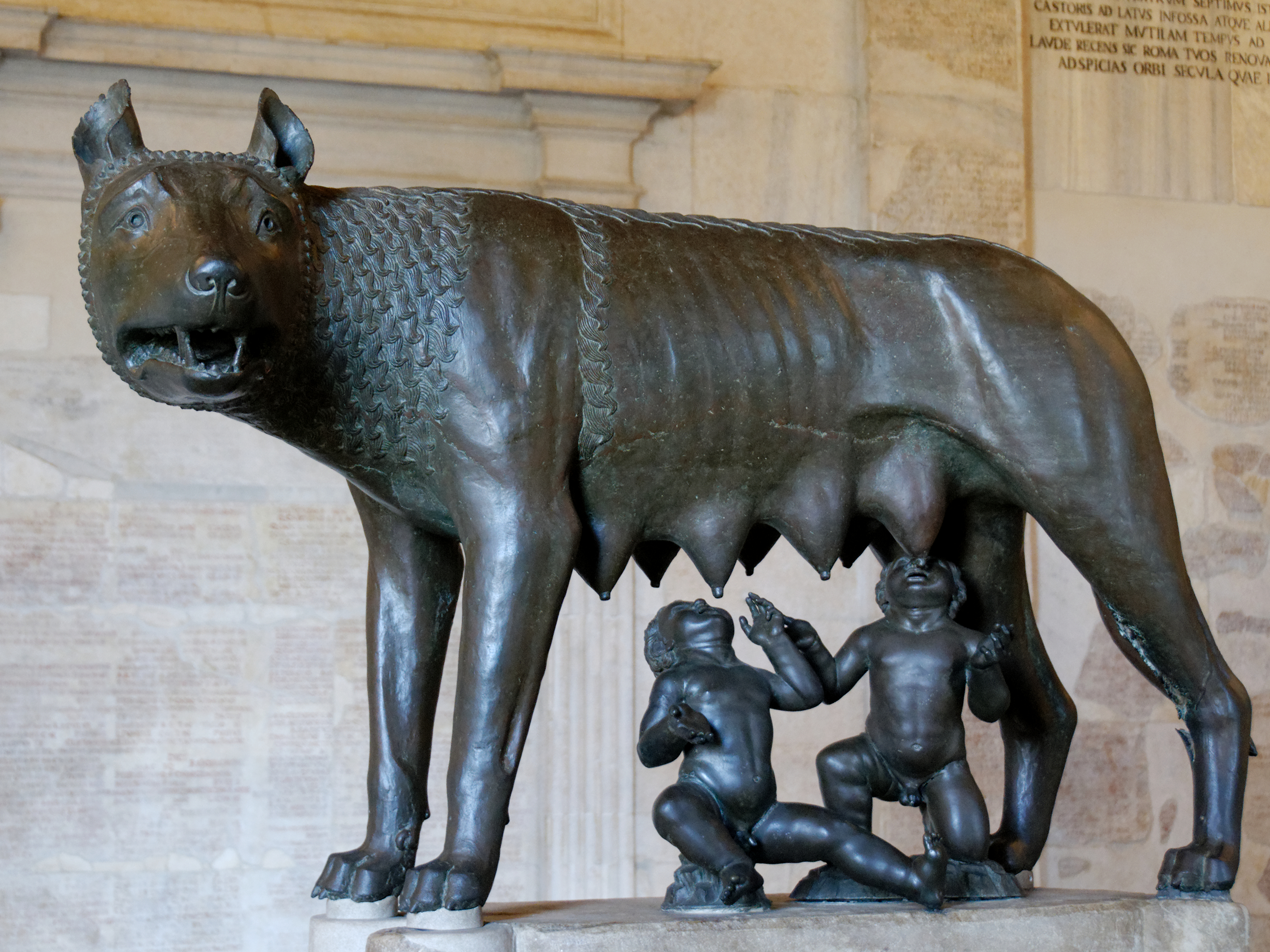
A mondabeli anyafarkas Romulust és Remust szoptatja

A monda szerint Róma városát Romulus és Remus, Mars hadisten és Rhea Silvia ikergyermekei alapították. Romulus megölte Remust, s ő lett Róma első királya. A város alapítását a hagyomány i. e. 753-ra tette.
A királyság kora két szakaszra tagolódik: preetruszk korra, más néven a latin–szabin parasztkirályok korára (i. e. 753–i. e. 616), ill. az etruszk uralom időszakára (i. e. 616–i. e. 510). A preetruszk kor népessége főleg állattartással, pásztorkodással és vadászattal foglalkozott. Az etruszk korban jelentős gazdasági–társadalmi változások mentek végbe, Róma etruszk típusú városállammá fejlődött. A mondai hagyomány szerint Rómának hét királya volt: Romulus, Numa Pompilius, Tullus Hostilius, Ancus Martius, Lucius Tarquinius Priscus, Servius Tullius és Lucius Tarquinius Superbus. Az első négy király uralkodását minden ízében legendák szövik át, az etruszk Tarquinius-dinasztia uralma azonban történeti tény: Róma az etruszk időszakban lépett át a mondák világából a történelmi időbe.

## A korai köztársaságkor

### A függetlenség megszilárdítása
Az ókori Római Köztársaság az ókori Római Királyság jogutódja, és i. e. 509-ben jött létre, miután a rómaiak fellázadtak, és elűzték a királyi Tarquinius családot ("refugium").
A kivívott függetlenség Rómának kezdetben politikai, gazdasági és kulturális téren egyaránt hanyatlást hozott. Megszakadtak a korábban virágzó kereskedelmi kapcsolatok, leálltak az építkezések. I. e. 509 körül a római köztársaság (ekkor még mint Latium vezető hatalma) szerződést kötött Karthágóval, melyben elismerte a pun állam kereskedelmi monopóliumát a Földközi-tengeren, cserébe az szavatolta Róma és szövetségesei sérthetetlenségét. Ám Róma csak kemény harcokkal biztosíthatta fennmaradását a támadó latin törzsek és az etruszk restaurációs törekvések ellen.
A Regillus-tavi győzelemmel záródó latin háború (i. e. 498–i. e. 493) végén Róma elismerte a latin városok autonómiáját, és belépett az ariciai szövetségbe, ami eredetileg ellene jött létre etruszk ösztönzésre. A szövetségnek kb. az i. e. 5. század közepére sikerült megfékeznie az aequiculi és volscusok támadásait. Ezeket a háborúkat a római hagyomány számos legendával tarkította. Az aequus-volscus háborúkhoz kapcsolódik többek között Coriolanus és Cincinnatus mondája, Porsenna clusiumi etruszk király Róma elleni hadjáratához pedig Mucius Scaevola, Horatius Cocles és Cloelia máig ismert története.
Az i. e. 5.–4. század fordulóján az etruszk Fidenae és Veii legyőzésével Róma a Tiberis jobb partján is megvetette lábát. A területen négy új tribust alapítottak, és a földek felét a plebeiusok között osztották ki. Ugyanebben az időben több kelta (latinul gallus, azaz gall) törzs (insuberek, cenomanok, senonok, lingonok és boiok) kelt át az Alpokon, és telepedett le a Pó északi partján. A római történetírók ellentmondó tudósításai szerint vagy i. e. 390-ben (Varro), vagy i. e. 387-ben (Livius) csaptak össze a római sereggel, mely az ostrom alá vett etruszk város, Clusium segítségére érkezett. Miután a sok hadakozásban meggyengült római haderőt leverték, a gallok Róma ellen fordultak, és július 18-án az Allia patak mellett Brennus vezetésével megsemmisítő vereséget mértek a rómaiakra. A hősiesen védekező Capitolium kivételével elfoglalták és felgyújtották a várost, végül váltságdíj fejében, gazdag zsákmánnyal vonultak el. (Innen származik a szállóige: „Vae victis!", azaz „Jaj a legyőzötteknek!"). A római történetírás szerint a zsákmányt később visszaszerezték, ám ez nem tűnik valószínűnek.
Az alliai csata napja a köztársasági időkben nemzeti gyásznap volt.

### A köztársasági államrend
A köztársasági államszervezet intézményrendszere több elemét az etruszk időkből örökölte. Az államszervezet fő intézményei a senatus, a magistratusok (dictator; consul; praetor; censor; aedilis curulis; quaestor) és a népgyűlések voltak. A népgyűléseket a megtárgyalandó kérdések jellege szerint, a populus Romanus szervezeti egységeinek megfelelően hívták össze:
Curiák szerint állt fel a comitia curiata, mely a Forum Romanum területén gyűlt össze és főleg szakrális, illetve nemzetiségi-családügyi ügyekben járt el.
Centuriák szerint szerveződött a comitia centuriata, a vagyoni helyzet szerint besorolt polgárok népgyűlése mely a városfalon kívül, a Mars-mezőn gyűlt össze a legfőbb hivatalnokok rendelkezésére. Feladata volt a magasabb rangú hivatalnokok (consulok, censorok, praetorok) megválasztása, a senatus által hozott törvények szentesítése, a döntés háború és béke ügyében és a büntetőbíráskodás.
A tribusok szerint szerveződő comitia tributa választotta az alsóbbrendű hivatalnokokat (quaestorokat, aediliseket stb.), ill. i. e. 103-tól egyes papi testületek (augurok, pontifexek) tagjait. A concilia plebis (i. e. 494-től) a plebs gyűlése volt, ez választotta a néptribunusokat és az aedilis plebiseket. Határozatai (plebiscita) csak a plebsre voltak kötelezőek. A concilia plebis és a comitia tributa egyébiránt mindössze annyiban különbözött, hogy összehívója milyen tisztséget viselt: ha magistratus volt az illető, népgyűlésnek, ha tribunus, akkor pedig a plebs gyűlésének tekintették. I. e. 287-ben a lex Hortensia az egész populus számára kötelező erejűvé tette a tribusok alapján összehívott népgyűlés határozatait, melyek ettől fogva senatusi jóváhagyás nélkül is törvényerőre emelkedtek.
A népgyűlések a császárkorban csupán formailag működtek (mivel városra, nem birodalomra voltak szabva), majd az i. e. 3. századra meg is szűntek.

### A plebejusok polgárjogi küzdelmei
Róma lakosságának növekedésével egyre nagyobb politikai jelentőségre tettek szert a zárt nemzetségi szervezeten kívül álló plebejusok. A plebs zömmel a betelepült környékbeliekből, kézművesekből, parasztokból és a leigázott latin törzsek tagjaiból tevődött össze. Állami hivatalokat, katonai és papi tisztségeket nem tölthettek be, viszont katonai szolgálatra voltak kötelezve. Politikai jogaik kiterjesztéséért vívott küzdelmük egyik eszköze a katonai szolgálat megtagadása volt. Először i. e. 494-ben éltek vele, amikor fegyveresen kivonultak Rómából (secessio plebis), és szent hegyükön, az Aventinuson gyűltek össze. A patriciusok a háborús helyzetben kénytelen engedményeket tettek, létrehozták a concilia plebis tributa intézményét, amely a két szent és sérthetetlen (sacrosanctus) néptribunust (számuk később 4-re, majd 10-re emelkedett), ill. ezek segítőit, a két aedilis plebist választotta meg. A tribunusoknak ellenvetési, illetve vétójoguk volt a magistratusok intézkedéseivel szemben (kivéve háborúban), az aedilisek pedig az Aventinuson álló Ceres, Liber, Libera istenhármasság templomát gondozták. Itt volt a plebejusok központja, levéltára és pénztára.
A Tizenkét táblás törvények megszövegezése (i. e. 451/450 körül) nagy előrelépést jelentett a plebejusok polgárjogi harcában. 10 kiválasztott férfiú (decemviri legibus scribundis) gyűjtötte össze és foglalta írásba az addig csak a szokásjog által szentesített törvényeket. A törvényeket tartalmazó bronztáblákat a forumon függesztették ki. Tartalmuk:
- 1–2. perrendtartás;
- 3. adósjogi eljárás;
- 4. házasságjog;
- 5. örökösödés, gyámság;
- 6–7. birtokjog, adásvétel;
- 8. vagyoni károk (lopás, rablás), kártérítések;
- 9. törvénykezés, joghatóság;
- 10. városrendészet, temetkezés;
- 11. a hivatalos naptár;
- 12. zálogjog, rabszolgák okozta károk.

A törvények mindazonáltal nem tükröztek egységes jogállapotot: például a testi sértéseknél a talio-elv (szemet szemért) mellett szerepelt az anyagi kártérítés elve is. A patriciusok és plebejusok közötti éles határ megszűnésének egyik fő feltétele a tizenkét táblás törvények között szereplő házassági tilalom feloldása volt (e szerint patrícius plebejussal nem házasodhatott). Ez a hagyomány szerint i. e. 445-ben történt meg, a lex Canuleia értelmében. Ezután a tulliusi alkotmány szerint a város lakóit vagyoni osztály alapján 5 csoportba osztották be. Nagy lépést jelentettek a teljes polgárjog elérése felé a Licinius–Sextius-féle törvények (i. e. 367/366), amelyek enyhítették az adósok terheit; 500 iugerumban (körülbelül 230 hold) maximálták a közföldekből szerezhető magánbirtok területét; és kimondták, hogy azon túl az egyik consul minden évben plebejus legyen.
I. e. 326-ban a lex Poetilia révén eltörölték az adósrabszolgaságot. I. e. 300-ban a lex Ogulnia révén a papi tisztségek is elérhetőek lettek a plebejusok számára, a rendi küzdelmek i. e. 287-ben, a plebs egy újabb kivonulása után, a lex Hortensia elfogadásával (a concilia plebis tributa határozatai a senatus jóváhagyása nélkül is törvényerőre emelkedtek) végképp lezárultak.

### Itália meghódítása
Az i. e. 4.–3. században Róma megszilárdította hatalmát Közép- és Dél-Itáliában. Északon visszaverték az újabb gall betöréseket, délen pedig a volscusokat szorították vissza. I. e. 348-ban Karthágó és Róma újabb szerződésben biztosította alattvalói védelmét. Déli szomszédaikkal, a laza törzsszövetségben élő szamniszokkal i. e. 343-ban kerültek először szembe (I. szamnisz háború i. e. 341-ig), Róma campaniai térhódítása miatt. I. e. 340–338 között a latin háborúban a szamniszokkal szövetségben letörték az újra önállósodni kívánó latin szövetséget. Az i. e. 326–304 közötti II., majd az i. e. 298–290 közötti III. szamnisz háborúban végképpen meghódoltatták a szamniszokat és hadviselésre kötelezték őket. I. e. 282-ben, a szenon kelta törzs területének elfoglalásával Róma uralma biztosítottá vált Közép-Itáliában. A római köztársaság területe ekkor mintegy 20 000 km² volt, lakossága pedig legalább 1 000 000 fő.
A szamnisz területek megszerzésével Róma közvetlenül szomszédos lett a görög városok területével, Magna Graeciával, és hamarosan bele is folyt ügyeikbe. I. e. 282-ben a Thurioi, Lokroi és Rhégion segítségére (egy i. e. 303-ban kötött egyezményt megsértve) felvonuló római hajókat a leggazdagabb kereskedőváros, Tarasz (Tarentum) helyőrsége elsüllyesztette, ill. elfogta, s ezzel kezdetét vette Róma és Tarentum konfliktusa, más néven – mivel a tarentumiak Pürrhosz épeiroszi király seregét hívták segítségül – a pürrhoszi háború (i. e. 282–i. e. 272). Pürrhosz (meglepetést keltő harci elefántjait bevetve) i. e. 280-ban Hérakleiánál, majd i. e. 279-ben Asculumnál nagy veszteségek árán először legyőzte a római sereget (pürrhoszi győzelem). A nagyhatalmi ambíciókat dédelgető Pürrhosz a győzelmeket nem használta ki, hanem Szicíliába ment, ahol legyőzte a punokat, azonban a helyi görögség nem támogatta, ezért kénytelen volt visszatérni Itáliába. Közben a rómaiak felkészültek a harc folytatására – az elefántok legyőzésének módjára is rájöttek – így nem csoda, hogy (karthagói segítséggel) i. e. 275-ben Beneventumnál megverték és visszavonulásra késztették a görög zsoldosvezért. A harc akkor ért véget, amikor a Hellászba visszamenekülő Pürrhosz az argoszi hatalmi harcokban életét vesztette, tarentumi helyőrsége pedig kapitulált. Tarentum római fennhatóság alá került, a görög városok pedig szövetségre léptek Rómával. Ezzel Róma megszilárdította hatalmát Dél-Itáliában is.

## A klasszikus köztársaság kora

### Állam és társadalom az i. e. 3. században.
Róma itáliai uralmának megszervezésével együtt létrehozta az itáliai védelmi szövetséget; amely a következőképpen épült fel:
- 1. Róma város, a római területek és coloniák polgárai, ill. a római polgárjogot kapott törzsek
- 2. Római polgárjogot kapott, de szavazat nélküli települések (municipia);
- 3. Autonóm, ill. a római fennhatóságot elismerő szövetségesek (socii, foederati).

A plebeiusok polgárjogi küzdelme lezárulásával Rómában új elit alakult ki, a nobilitas: ez egyrészt az arisztokráciát (senatori rendet) jelentette, másrészt az olyan családokat, amelyek már adtak consult. A homo novus az az ember volt, aki családjából elsőként lett consul. A teljes jogú polgárokat – összefoglaló néven quirites –, akár patrícius, akár plebeius származásúak voltak, megillette a házasodás joga (római polgárral való házasodás joga) (ius connubii), a vagyon joga (ius commercii), a szavazás joga (ius suffragii), ill. a hivatalviselés joga (ius honorum). Nem teljes jogú polgárok voltak a felszabadított rabszolgák (liberti – szabadok), ezeket csak a vagyon joga illette meg, ill. tribusra korlátozott szavazati jog. Teljesen jogtalanok voltak a rabszolgák (servi=szolgák). A latin jog a vagyonszerzés és a házasodás jogát jelentette, és eredetileg a latin városok lakóit illette meg, később kiterjesztették más itáliai népekre is. A közéleti szereplés (választás–választhatóság) színtere kizárólag Róma városa volt.

### Pénzügy
Rómában az i. e. 4. század közepéig súlyra mért, kidolgozatlan bronzdarabokat (aes rude) használtak fizetőeszközül, ezt az állatábrázolásos bronzrúd (aes signatum) követte, majd i. e. 300-tól teljes súlyú rézpénz, az as, előlapján Ianus-fejjel, hátlapján hajóorral. Noha a dél-itáliai görög városokban már az i. e. 6. században vertek ezüstpénzt, a római köztársaságban csak i. e. 268-ban vezették be az egységes, önálló ezüstpénz verését. Ez volt a denarius, súlya 4,37 g, és tíz ast ért. Elterjedtebb ezüstpénz volt a sestertius, mely a denarius negyedét érte, azaz két és fél ast.

### Háborúk
Az I. pun háború (i. e. 264–241) 23 éves hadakozásai a rómaiak számára a Szicília feletti uralom megszerzésével fejeződtek be. Szicília lett az első római provincia, s rövidesen követte Szardínia és Korzika. Teuta illír királyné kalózkodó népének legyőzésével (első római–illír háború, i. e. 229–228) pedig az Adriai-tenger „Mare nostrum” („a mi tengerünk”) lett a rómaiak számára. I. e. 224-ben a Pó-medence gall területeit sikerült elfoglalni.
Valószínűleg az első pun háború hozta magával a centuriabeosztás megváltoztatását; ezután minden classis 70 centuriát állított ki. Ebben az időben kezdett megnőni a főleg tengeren túli kereskedelemmel és adóbérletekkel foglalkozó lovagrend (ordo equester) jelentősége.
A második pun háború (i. e. 218–201;) során a Hannibál vezette karthágóiak mélyen benyomultak Itáliába, ahol a leigázott észak- és dél-itáliai törzsek nagy része (gallok, szamniszok, lucanusok, bruttiusok) is melléjük állt. Végül a rómaiak megsemmisítő vereséget mértek rájuk.

A második pun háború

Az első pun háborúval Szürakuszai (Szicília), a másodikkal Karthágó dőlt ki a versenytársak közül. A Földközi-tenger nyugati medencéjében Róma volt az úr, keleten azonban a görög világ virágzó hellenisztikus államai – a Görögországot uraló Makedónia és a különféle városszövetségek, a Szeleukida Birodalom, a ptolemaioszi Egyiptom s közéjük ékelődve több kisebb állam: Pergamon, Pontosz, Kappadókia, Bithünia, Paphlagonia, Galatia stb. – tartották hatalmukban a térséget. Mivel a makedón király, V. Philipposz Hannibal szövetségese volt a pun háborúban, Róma jogot formált rá, hogy beavatkozzon a görög államok belügyeibe. Amikor a szeleukida III. Antiokhosszal Egyiptom ellen szövetségre lépő Philipposz hódító törekvései miatt Pergamon és Rodosz Rómához fordult, i. e. 200-ban kitört a második római–makedón háború (az első a pun háború idején zajlott). Miután i. e. 197-ben V. Philipposz serege Künoszkephalainál döntő vereséget szenvedett, Philipposz lemondott a görögországi hegemóniáról, és 1000 talentum háborús kártérítést fizetett Rómának. I. e. 196-ban az iszthmoszi játékokon a római vezér, Titus Quinctius Flamininus kihirdette a görög államok szabadságát.
I. e. 192–188 között zajlott le Róma és III. Antiokhosz háborúja, mely szintén a rómaiak győzelmével zárult, s melynek eredményeképpen Róma a Földközi-tenger keleti medencéjében is megszerezte a hatalmat.
Amikor Perszeusz, V. Philipposz fia megkísérelte visszaszerezni Makedónia hegemóniáját, kitört a harmadik római–makedón háború (i. e. 171–168). I. e. 168-ban Püdna mellett a rómaiak döntő győzelmet arattak a makedón seregen, Perszeuszt elfogták, s a makedón királyságot megszüntették (egy lázadást követően a negyedik római–makedón háború hatására i. e. 148-ban a terület Macedonia néven római provincia lett). I. e. 146-ban az Akháj Szövetség mozdult meg a rómaiak ellen, de az ő felkelésüket is elfojtották, Korinthoszt lerombolták, s a szövetség területét Makedónia provincia alá rendelték. Csak Spárta és Athén kapott privilégiumokat.

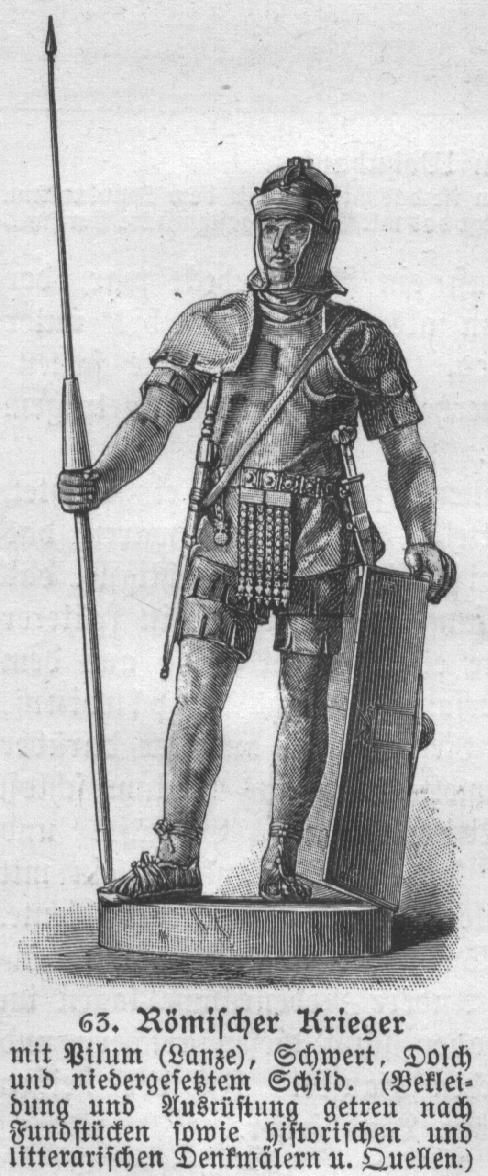
Római harcos

A III. pun háború (i. e. 149–146,) Karthágó végleges elpusztításával zárult: a várost lerombolták, s az állam területét Africa néven provinciává tették.
Egyes számítások szerint a második pun háború és a harmadik makedón háború közötti időszakban a rómaiak évente kb. 100 000 katonát állomásoztattak a különböző hadszíntereken. Ennek a haderőnek legalább a fele az Ibériai-félszigeten hadakozott a keltibér és luzitán törzsek ellen. A meghódított területet két részre, az Iberus (Ebro) folyótól keletre és nyugatra fekvő provinciákra osztották, melyeket i. e. 197-től egy-egy praetor irányított. A félszigeten felkelés felkelést követett. I. e. 139-ben a felkelő luzitánok vezetőjét, Viriathust kilencévi háborúskodás után végül bérgyilkosokkal ölették meg.
A provinciák adóbevételeinek behajtására a római köztársaságnak nem volt külön intézménye. Ezeket adóbérlő társaságoknak (societates publicanorum – lásd publicanus) adták el – öt évre előre –, amelyek azután az összeg többszörösét hajtották be a provinciákban.
A római hadsereg zömét a római kisbirtokosok és az itáliai szövetséges területek parasztsága tette ki. A legnagyobb terheket ők viselték, a háborúk hasznát azonban (politikailag és anyagilag egyaránt) leginkább a római nobilitas fölözte le. A meghódított területek, a zsákmány és a hadisarc java és a provinciák jövedelme az államkincstárat illette meg. A földbirtokviszonyok eltolódtak a nagybirtokok javára, a gyakori helyi háborúk sok kisbirtokos földjét tették tönkre, egyre több ilyen tönkrement paraszt költözött Rómába, a népgyűlések helyszínére (a szavazatot csak itt lehetett leadni). Itt azonban csak az alkalmi munkákból és szavazataik eladásából tengődő gyülevész lumpenproletariátus számát gyarapították. Az itáliai szövetségesek sorsa – akik még nagyobb számban katonáskodtak – ha lehet, még rosszabb volt, mivel jogaik korlátozottak voltak. Ráadásul az elszegényedő parasztok harci morálja igen alacsony volt, a birtokukat vesztettek pedig már nem voltak kötelesek katonáskodni, hiszen nem tudták a felszerelésüket sem megfizetni. A hadsereg fenntartása mind nehezebb feladatnak bizonyult.

### A Gracchusok reformmozgalma
A két Gracchus-fivér, Tiberius és Caius reformmozgalma ilyen helyzetben alakult ki. Az idősebb Tiberius, az i. e. 133. év tribunusa kísérletet tett a kisbirtokok számának növelésére. Ez gazdasági szempontból visszalépést jelentett, ám katonai és szociális szempontból mindenképpen előnyös lépés lett volna. Célját a Licinius-Sextius-féle földtörvény megújításával kívánta elérni, azonban csak az állami földekből bérelt birtokrészeket érintette volna a földosztás. A megcsonkított birtokok gazdáit még kártérítésben is részesítették volna a pergamoni államkincstár vagyonából, amit a hellenisztikus ország utolsó királya, III. Attalosz hagyott Róma népére. Tiberius Gracchus elérte, hogy háromtagú földosztó bizottság jöjjön létre, ami azonnal megkezdte a munkát. A senatori rend és Gracchus ellenségeskedése i. e. 132-ben fajult tettlegességig, amikor – törvénybe ütközően – Gracchus másodszorra jelölte magát tribunusnak. Mivel a senatus többsége elutasította a tribunus elítélését, az arisztokraták egy csoportja fegyveres akciót szervezett Gracchus ellen, akit 300 társával együtt lemészárolt. Emlékét a plebs sokáig szentként tisztelte.
Tiberius Gracchus halála után is működött a földosztó bizottság, amely látványos eredményeket hozott a toborozható polgárok számának növekedésében (az új kisbirtokok eladását ugyanis törvény tiltotta). Mindez azonban ellenségeskedéshez vezetett az itáliai szövetségesekkel, akik nem részesültek a földekből, azonban az ő birtokaikat is igénybe vették. Ezen és bátyja sorsán okulva az i. e. 123-ban tribunussá választott Caius Gracchus, Tiberius öccse úgy döntött, hogy minél szélesebb tábort fog kialakítani magának a nobilitas ellen. Ügyének a szövetségesek mellett a hadsereget, a plebset, a kisbirtokosokat és a lovagrendet is maga mellé akarta állítani. Kezére játszott az a körülmény, hogy időközben lehetőség nyílt a tribunusok újraválasztására. Caius haladéktalanul felújíttatta bátyjának földtörvényét, javította a hadseregben szolgálók helyzetét és a provinciák adóbérlőinek is kedvezett. Intézkedett a római szegények ingyengabonával való ellátásáról. Új coloniák telepítését javasolta, többek között a lerombolt Karthágó helyén is. Második tribunusi évében pedig javasolta, hogy az itáliai szövetségesekre is kiterjesszék a római polgárjogot.
Mivel a colonia megalapítását szervezve Gracchus két hónapon át távol volt Rómától, az optimata ellenzék agitációt kezdett ellene. Visszautasították a jogkiterjesztési tervezetet, a karthágói gyarmatalapítást pedig irreális tervezettel licitálták túl. Ennek eredményeként i. e. 121-re nem is választották meg tribunusnak Gracchust. Az afrikai colonia megépítését előirányzó törvény (lex Rubria) módosítására összehívott senatusi ülés előtt már pattanásig feszült a hangulat: a két tábor hívei véres összecsapásokat kezdtek, mire a senatus Lucius Opimius consult ideiglenes főhatalommal ruházta fel a „veszélyben forgó” állam megmentésére. A nobilitas fegyveresei a Capitoliumot, a néppártiak pedig az Aventinust szállták meg. Végül Opimius reguláris erőket rendelt Gracchusék ellen. A harcokban 3000 néppárti veszett oda, Caius Gracchus maga elmenekült és öngyilkos lett. Gyászolását megtiltották, híveinek vagyonát elkobozták. A plebs később őt is szent emlékűnek tekintette, halálának helyén áldozatokat mutattak be.
Az elkövetkező időszak törvényei felszámolták a Gracchusok vívmányait: a háromtagú bizottság munkáját berekesztették, a kiosztott földeket eladhatóvá tették, a későbbiekben pedig megtiltották az állami földek kiosztását. A kisbirtokosok, a szövetségesek és a hadsereg problematikája továbbra is megoldatlan maradt.

### Rabszolgatartás
A klasszikus rabszolgatartás – erőszakos úton rabságra vetett idegenek munkára kényszerítése – gyökerei a történelem előtti időkbe nyúlnak vissza. A latin servus valószínűleg etruszk jövevényszó. A tizenkét táblás törvények között még fontos helye van az adósrabszolgaságnak is (nexum), amit azonban i. e. 326-ban törvényileg eltöröltek. A 3–2. században a hódításokkal igen megnövekedett a Rómába szállított rabszolgák száma. Az első két pun háború során mintegy 120 000, a makedón–görög háborúkban legalább 250 000 rabszolgát importáltak. A Délosz-szigeti rabszolgapiacon naponta több ezer rabszolga cserélt gazdát.
A rabszolgák, noha nem személynek, hanem szabadon adható-vehető árunak (mancipium) tekintették őket, felelősek voltak tetteikért, sőt ugyanazért a bűnért súlyosabban bűnhődtek, mint a szabad emberek. A rabszolgakivégzés módja a keresztre (crux) feszítés volt. Nem lehetett családjuk, utódaik gazdájuk tulajdonát képezték, felszabadításuk után pedig volt gazdájuk nevét kellett viselniük (így például Tirót, Marcus Tullius Cicero híres gyorsíró rabszolgáját felszabadulása után Marcus Tullius Tirónak hívták). A városban élő rabszolgák helyzete és ellátása valamivel jobb volt, mint a vidéki birtokokon mezőgazdasági munkákat végző vagy a bányákban dolgozó társaiké. Általában rabszolgák voltak a szolgálók, szakácsok, tanítók, orvosok, ill. a színészek, zenészek, táncosnők is, és természetesen rabszolgákat foglalkoztattak az építkezéseken és a kézműiparban is.
Rabszolgalázadások már az i. e. 2. század elejétől fel-fellángoltak Itália különböző területein. Az első komoly felkelés Szicíliában tört ki i. e. 138-ban. Vezetője egy Eunus nevű rabszolga volt, akit társai Atargatis istennő pártfogoltjának tartottak és jóstehetsége miatt tiszteltek. A felkelésben mintegy 200 000 rabszolga mozdult meg. Eunust királlyá kiáltották ki, s ő felvéve az Antiokhosz nevet államot alapított és államtanácsot szervezett. Róma csak többéves küzdelem után tudta megtörni a volt rabszolgák uralmát. I. e. 132-ben végül elfoglalták a lázadók központjait, Hennát és Tauromeniont. Eunust elfogták, és 20 000 társával együtt keresztre feszítették.

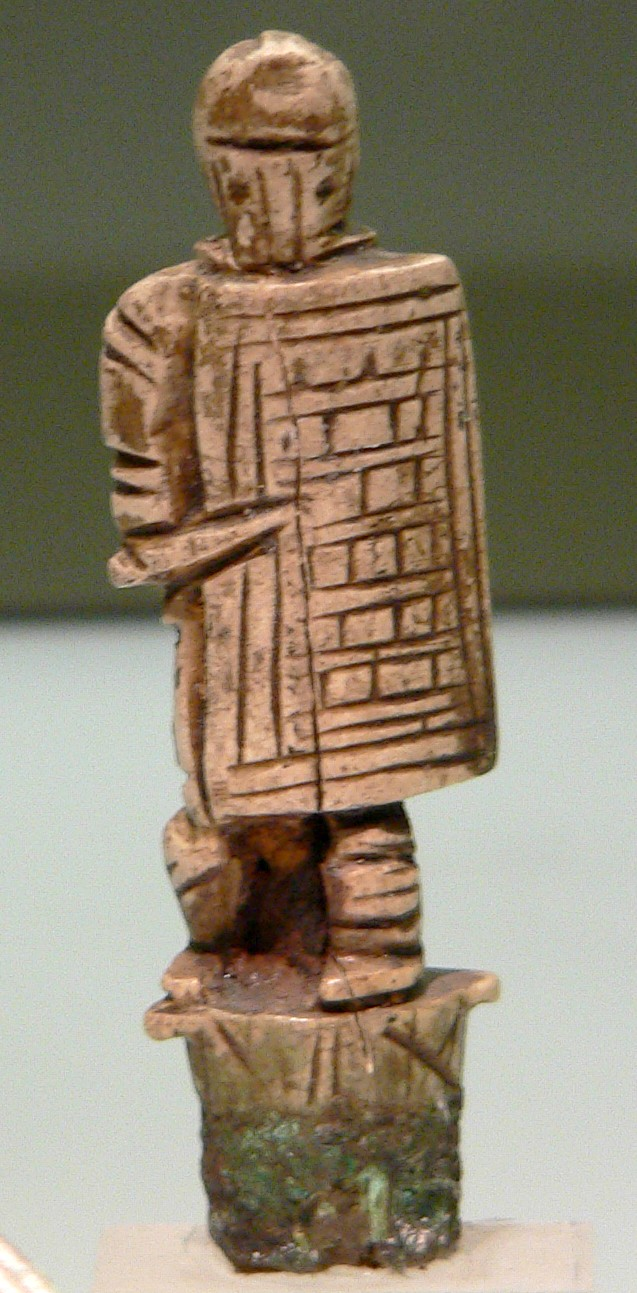
Gladiátor egy késfejen

I. e. 104-ben tört ki a szicíliai rabszolgák második felkelése, amelynek vezetőjét, egy Salvius nevű szír rabszolgát Tryphón néven szintén királlyá kiáltották ki. Ez a felkelés is elbukott: három évig tartó elkeseredett háborúskodás után a rómaiak i. e. 101-ben felmorzsolták a lázadó rabszolgasereget. Tryphón elesett a harcokban, társvezérét, Atheniont pedig a római hadvezér, M. Aquilius párviadalban ölte meg.
A leghíresebb rabszolgafelkelés, melynek Spartacus, a gladiátor volt a vezetője, i. e. 73-ban Capuában tört ki. A lázadók serege egy év alatt legalább 100 000 fősre duzzadt. A kezdeti sikerek után i. e. 71-ben a Marcus Licinius Crassus vezette római sereg Apuliában legyőzte a rabszolgák seregét: mintegy 60 000 rabszolga maradt a csatamezőn. Spartacust és megmaradt társait is keresztre feszítették, majd elrettentésül a Via Appia mentén állították fel őket 200 kilométer hosszan.

### Háborúk az i. e. 2. század végén
A numidiai háború (i. e. 111–105) Jugurtha numida király egyeduralma ellen irányult. Amikor Numidia fővárosának, Cirtának elfoglalásakor Jugurtha katonái meggyilkolták az ottani római kereskedőket, Róma hadat üzent. Jugurtha egyes római magistratusok megvesztegetésével egy darabig ellavírozgatott, végül azonban Caius Marius legyőzte; Rómába vitték, diadalmeneten meghurcolták, majd bebörtönözték és halálra éheztették.[forrás?]
A kimber-teuton háború i. e. 113-ban kezdődött, amikor a kimberek a noreiai ütközetben (Aquileia közelében) megverték a római sereget. I. e. 105-ben Arausio (Orange) mellett a rómaiak ismét vereséget szenvedtek, és a kimberek betörtek Észak-Itáliába. Rómában pánik tört ki az újabb kelta invázió miatt. Marius i. e. 102-ben térdre kényszerítette a teutonokat, majd 101-ben Vercellae mellett legyőzte a kimber sereget.
A Marius-féle hadseregreform (i. e. 107) jelentőségét nem csupán a római legio szervezetének átalakítása adta (cohorsok bevezetése, fegyvernemek átszervezése, létszám növelése stb.), a forradalmi újítás az önkéntes katonai szolgálat bevezetése volt. Ettől fogva vagyontalan polgárok (proletarii) is beléphettek a hadseregbe, ahol teljes felszerelést, fegyverzetet és rendes fizetést kaptak, a 16 éves katonai szolgálat letelte után pedig végkielégítésben részesültek és földet igényelhettek.

## A köztársaság válsága
A köztársaság válságát, azaz a polgárháborúk korát hagyományosan a Gracchusok korától számítják. A Gracchusok tevékenysége, törvénykezése már felvetette azokat a problémákat, amelyek megoldatlansága azután meghatározta az i. e. I. sz. első évtizedeinek (most már fegyveres) politikai küzdelmeit.
Az itáliai szövetséges háború: i. e. 91-ben Marcus Livius Drusus néptribunus törvényjavaslatot terjesztett be, mellyel az itáliai szövetségesek polgárjogának kérdését akarta tisztázni. Ezzel egyidőben más közjogi törvényjavaslatokat is előterjesztett, többek között a közföldek, ill. ingyenes gabonaosztás ügyében. Javasolta ezen kívül, hogy a senatust 300 lovaggal bővítsék. Törvényeit formai okok miatt eltörölték, őt magát orgyilkosok ölték meg.
Az itáliai szövetségesek (főleg a szabell és a szamnisz törzsek) a polgárjogi reform bukásának hírére fellázadtak, s ezzel kezdetét vette a polgárháborúk sorozata. A felkelők államot alapítottak Corfinium központtal, melynek nevét Italiára változtatták. Az államot római mintára szervezték meg, 500 tagú senatusszal, consulokkal, praetorokkal. Pénzt is vertek, amelyen az Italiát jelképező bika eltapossa a Rómát jelképező farkast (az Italia név a vitulus „fiatal bika” szóval közös eredetű). Róma mellett maradtak többek között az etruszkok és az umberek, akik azonban a kezdeti római hadi kudarcok után szintén mozgolódni kezdtek. Róma, noha a háborúban lassan felülkerekedett, engedményekre kényszerült: megadták a polgárjogot először a mellettük maradt szövetségeseknek (lex Iulia), majd a kört egyre tágítva végül békét kötöttek a felkelőkkel, és a 89-es lex Plautia–Papiria értelmében megadták a polgárjogot az összes itáliai szövetséges törzsnek.

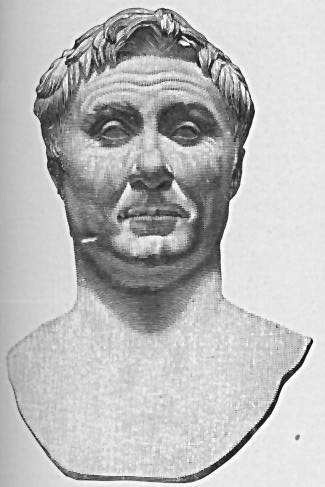
Gnaeus Pompeius Magnus

Rómában lassan elmérgesedett a helyzet a néppárt (demokraták) és a senatorpárt (optimaták) hívei között. A küzdelem Rómában – egy időre – a nagy hadvezér, a konzervatív arisztokrata Lucius Cornelius Sulla diktatúrájával (82–79) lezárult: a proscriptio eredményeként 90 senatort és 2600 lovagrendűt öltek meg; a senatus hatalmát (és egyben a létszámát) megnövelték, a néptribunusi hivatal jelentőségét viszont csökkentették (Sulla törvényeit i. e. 70-ben, Pompeius és Crassus consulsága idején érvénytelenítették). Hispaniában azonban tovább folytatódott a harc: végül i. e. 71-ben Cnaeus Pompeius Magnus (röviden Pompeius) végleg legyőzte a Sertorius vezette Marius-párti hadsereget.
Eközben keleten is komoly háborúskodás zajlott. A Földközi-tengeren kalózok garázdálkodtak, szinte ellehetetlenítve a kereskedelmi hajózást – még az Ostiában állomásozó hajókat is megtámadták – Kis-Ázsiában pedig Mithridatész pontoszi király ellen hadakozott a római sereg – sikertelenül – évek óta. Róma mindkét területen Pompeius vezetésével diadalmaskodott. Pompeius Pontosz legyőzése után (66) politikailag újrarendezte a térséget: provinciákat hozott létre, és csatlósállamok egész rendszerét alakította ki a Földközi-tenger keleti medencéjében.
Rómában közben ismét kiéleződött a politikai helyzet. 63-ban Cicero leleplezte Lucius Sergius Catilina „államellenes” összeesküvését, a felkelést elfojtották, és Catilina a Caius Antonius Hybrida vezette legiókkal vívott csatában Pistoia mellett 3000 hívével együtt elesett. Catilina politikai tevékenységét nehéz megítélni. A róla és mozgalmáról szóló források elfogultak és egymásnak ellentmondóak (Cicero saját intézkedéseit igyekszik igazolni, Sallustius pedig – a Catilinával kapcsolatban álló – Caesart próbálja tisztázni).

### Az első triumvirátus

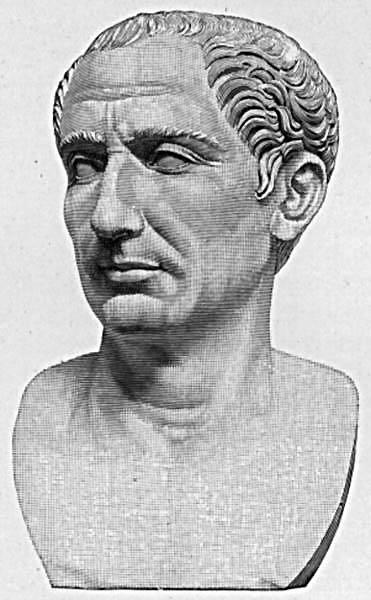
Julius Caesar

Az első triumvirátus (i. e. 60–48), amely Julius Caesar, Pompeius és Marcus Licinius Crassus magánjellegű megállapodása volt, elnevezését a későbbi hivatalos (második) triumvir testület analógiájára kapta. A három férfiú megállapodott egymással, hogy kölcsönösen támogatják egymás politikai törekvéseit. Szerződésüket családi kötelékekkel is megerősítették: Pompeius feleségül vette Caesar lányát. A szövetség lehetővé tette, hogy Caesar megakadályozza, hogy a Senatusban hangadó szerepet betöltő – egyébként törpe kisebbséget alkotó – vele ellenséges bonusok (más szóval optimaták = jó emberek) elüssék a consuli éve után neki járó provinciától, amire egyrészt ingatag anyagi helyzetének megszilárdítása, másrészt személyes ambíciói miatt égető szüksége volt. Caesar Pompeius támogatása fejében vállalta, hogy földhöz juttatja annak leszerelés előtt álló veterán légióit, akiket a bonusok mindenáron el akartak ütni ettől a járandóságtól. I. e. 59-ben luccai találkozó, itt összevesztek a szövetségesek, Caesar próbálta békíteni őket. Felosztották egymás között a birodalmat: Crassus kapta Syriát, Caesar Galliát, Pompeius Hispániát. Többi a senatusé és a római népé lett. I. e. 53-ban Keleten háború a pártusokkal, itt Crassus elesett, Caesar és Pompeius szembefordult egymással.
A galliai háborúban, amely i. e. 58–51 között zajlott le Caesar megszerezte Galliát Rómának. A legyőzött arvernus királyt, Vercingetorixet Rómában diadalmeneten hurcolták végig láncra verve, majd kivégezték. Caesar a meghódított területeket évi 40 millió denarius adó megfizetésére kötelezte, melyet az egyes törzsek megbízottai gyűjtöttek össze. Gallia nem vált a publicanusok zsákmányává: Caesar teljesen új provinciapolitikát valósított meg.
Rómában időközben anarchisztikus állapotok uralkodtak el. Caesar alkalmi szövetségre lépett Clodiusszal, aki néptribunosként támogatta törekvéseit. Clodius érdekei érvényesítéséhez a nincstelenekből husángokkal felszerelt bandákat szervezett, amelyek képesek voltak megakadályozni, hogy a bonusok hangadója, Porcius Cato érvényesíthesse befolyását a népgyűléseken. A bonusok ellenlépésként megbízták Annius Milót, hogy saját bandáit megszervezve szálljon szembe Clodius bandáival. A Forum napról napra véres harcok színhelyévé vált. 53-ban a consulválasztásokat sem tudták megtartani. Pompeius, bár lett volna hatalma a rend helyreállítására kivárt, míg végül a senatus egyedüli consullá (consul sine collega) nevezte ki. Ezt követően Pompeius saját veteránjait felhasználva kemény kézzel rendet teremtett, Clodiust pedig Milo megölte egy városon kívüli összecsapás során.
Crassus – a triumvirek megállapodása értelmében – Syria kormányzója lett, ahonnan hadjáratot indított a Pártus Birodalom ellen. A próbálkozás azonban balul végződött, a sereget a sivatagban Carrhae mellett – a szövetséges szkénita arabok árulásának következtében – gyakorlatilag megsemmisítették a pártusok. A nyolc légió címersasai az Ekbatanai udvarba kerültek. A csatában Crassus is meghalt. A pártusok kísérletet tettek Syria lerohanására is, azonban Carrhai legmagasabb rangú túlélője Caius Cassius Longinus questor megszervezte a helyi polgárőrséget, amely sikerrel verte vissza a támadást.

### A Julius Caesar-féle polgárháború
Crassus halálával megbomlott az egyensúly Pompeius és Caesar között. Ehhez az is hozzájárult, hogy meghalt Pompeius felesége, így felbomlott a családi kötelék. Pompeius törvényt hozatott a szenátussal, mely tiltotta hogy valaki távollétében (in absentia) induljon a magisztrátusi választásokon. A dolog jelentősége abban rejlett, hogy Caesar míg proconsuli impériumát viselte sérthetetlen volt, azonban ha imperiumát letéve átlépi a város szent határát (pomerium) perbe foghatóvá válik. A bonusok nem is titkolták, hogy szándékukban áll több főbenjáró vádpontban beperelni. Caesar tisztában volt azzal, hogy az esküdtek megvesztegetésével még a koholt vádak esetében is számítani kell arra, hogy elítélhetik, így úgy döntött Róma ellen vonul. Egyetlen légió élén lépte át Gallia Cisalpina provincia és Itália határfolyóját, a Rubicont. A bonusokat teljesen felkészületlenül érte ez a lépés, Caesar gyakorlatilag kardcsapás nélkül vette birtokba Italiát és Rómát. Pompeius és hívei pánikszerűen menekültek, zavarukban még a kincstár kiürítéséről is megfeledkeztek, így a polgárháború során végig financiális gondokkal küzdöttek.
A döntő csatára Görögországban, i. e. 49-ben Pharszalosznál került sor, amelyet Caesar könnyedén megnyert. Pompeius Egyiptomba menekült, ahol megölték. Caesar Pompeius legyőzése után Egyiptomban hadakozott. I. e. 48–ban trónra ültette VII. Kleopátrát. Ezután Zelánál leverte a pontoszi Pharnakészt, Mithridatész fiát (i. e. 47). Végül Thapsusnál győzelmet aratott Pompeius serege fölött (i. e. 46) és visszatért Rómába, ahol 10 évre dictatorrá választották. i. e. 45-ben, miután Mundánál (Hispania) végképp legyőzte Pompeius híveit, örökös dictatorrá választották.

### Caesar uralma és halála

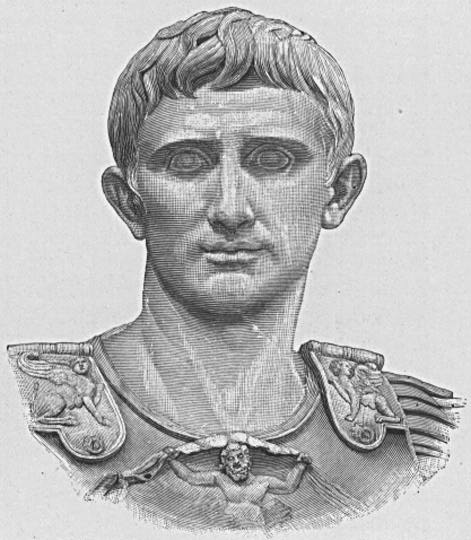
Augustus

Dictatori ténykedése során Caesar többek között átalakította az államszervezetet, a Galliában bevált módon átrendezte a provinciák adózását, szabályozta az itáliai városok rendjét, földet osztott – mintegy 80 ezer római polgárt, veteránokat és proletárokat telepített le italiai és provinciális coloniákba –, nagyszabású építkezésekbe kezdett, kijavíttatta a (kissé következetlen) római naptárat. Meglepetést keltve alkalmazta a megbocsátás (clementia) elvét, így Pompeius számos volt híve visszatérhetett Rómába és a politikai életbe. i. e. 44-ben Marcus Antonius felajánlotta neki a vazallus királyságok királyi koronáját, de Caesar visszautasította.
I. e. 44. március idusán (15-én) a Caius Cassius Longinus és Marcus Iunius Brutus által vezetett (doktríner republikánusokból és hataloméhes senatorokból álló) összeesküvés tagjai a senatusban meggyilkolták. Caesar március 18-án szándékozott elindulni a Balkánon állomásozó hadseregéhez: az volt a nagy terve, hogy a Római Birodalmat dél–nyugat–észak és részben kelet felől tengerekkel határolt birodalommá tegye; a dákok, a germánok és a pártusok meghódítására törekedett. Ha terve sikerül, az alapjában változtathatta volna meg a Közel-Kelet, a Balkán és Közép-Európa történelmét.
Caesar halála után Rómában kaotikus állapotok uralkodtak el. A senatus a diktatúrát eltörölte, Caesar rendelkezéseit azonban érvényesnek nyilvánította. Gyilkosai amnesztiát kaptak. Végrendeletét nyilvánosságra hozták, és ebből a plebs megtudta, hogy Caesar fejenként 300 sestertiust hagyott rájuk, valamint megnyitotta előttük hatalmas római kertjeit. A hangulat Caesar gyilkosai ellen fordult. Brutust és Cassiust apagyilkosként (parricida) kezdték emlegetni, ezért el kellett hagyniuk Rómát. A Caesar által képviselt diktatórikus politikai irányvonalat utódai pontosan követték. A korábbi korrupt, szavazatvásárlásos választási komédiákat rendező demokratikus köztársaság nem volt képes hatékonyan irányítani a birodalmat. A Caesar halálát követő véres polgárháborúk azonban sok szenvedést okoztak Itália és a birodalom népének.

### A második triumvirátus és Octavianus egyeduralma
A lex Titia alapján három embert, Marcus Antoniust, Octavianust és Lepidust bízták meg az államügyek rendezésével (triumviri rei publicae costituende); megbízatásuk öt évre szólt. A triumvirek egyik első intézkedése a proscriptio volt (i. e. 43). Ennek során mintegy 200 senatort és 2000 lovagrendűt (köztük Cicerót) öltek meg. I. e. 42-ben Philippinél Antonius először legyőzte Cassiust, majd két nap múlva Brutust. I. e. 40-ben a triumvirek egymás között felosztották a birodalmat (brundisiumi egyezmény): Antonius keletet, Octavianus nyugatot, Lepidus Africát kapta. I. e. 36-ban Antonius elvált Octaviától, Octavianus nővérétől, és feleségül vette Kleopátrát. Lepidus i. e. 36-ban visszavonult, és megkezdődött Antonius és Octavianus harca az egyeduralomért. A ptolemaioszi háborút (i. e. 32–30) lezáró actiumi csatában Agrippa legyőzte Kleopátra hajóhadát. I. e. 30-ban, amikor a rómaiak elfoglalták Alexandriát is, Antonius és Kleopátra öngyilkosságot követett el. Egyiptom nem provincia lett, hanem Octavianus személyes birtoka, amelyet megbízottaival igazgatott. Az egyiptomi gabona nagy hatalmat adott a kezébe: Róma élelmezését.
I. e. 29-ben hazatérve évről évre consullá választották, ő volt az első a senatorok névjegyzékében, a princeps senatus. 27-ben lemondott teljhatalmáról, és névlegesen bejelentette a köztársasági rend visszaállítását. A senatus az Augustus címet adományozta neki, és a neve így Imperator Caesar Augustus divi filius, azaz az isten fia lett. Ez jól jelképezte valódi hatalmát. Ezzel megszületett a Római Birodalom, mellyel elindult az ókori Róma újabb korszaka.